# Ampithoe djakonovi
Ampithoe djakonovi is een vlokreeftensoort uit de familie van de Ampithoidae. De wetenschappelijke naam van de soort is voor het eerst geldig gepubliceerd in 1938 door Gurjanova.